# Polka Party!
Albums de "Weird Al" Yankovic
Dare to Be Stupid
(1985) Even Worse
(1988)
Polka Party! est le quatrième album du parodiste "Weird Al" Yankovic, sorti en 1986.

## Titres
| No  | Titre                    | Auteur                                                      | Parodie de                                 | Durée |
| --- | ------------------------ | ----------------------------------------------------------- | ------------------------------------------ | ----- |
| 1.  | Living with a Hernia     | Dan Hartman, Charlie Midnight (en), "Weird Al" Yankovic     | Living in America de James Brown           | 3:20  |
| 2.  | Dog Eat Dog              | "Weird Al" Yankovic                                         | Talking Heads                              | 3:42  |
| 3.  | Addicted to Spuds        | Robert Palmer, "Weird Al" Yankovic                          | Addicted to Love de Robert Palmer          | 3:50  |
| 4.  | One of Those Days        | "Weird Al" Yankovic                                         |                                            | 3:18  |
| 5.  | Polka Party!             |                                                             | Medley de plusieurs chansons               | 3:28  |
| 6.  | Here's Johnny            | Peter Wolf (en), Ina Wolf, "Weird Al" Yankovic              | Who's Johnny (en) de El DeBarge            | 3:24  |
| 7.  | Don't Wear Those Shoes   | "Weird Al" Yankovic                                         |                                            | 3:36  |
| 8.  | Toothless People         | Daryl Hall, Mick Jagger, David Stewart, "Weird Al" Yankovic | Ruthless People de Mick Jagger             | 3:23  |
| 9.  | Good Enough for Now      | "Weird Al" Yankovic                                         |                                            | 3:03  |
| 10. | Christmas at Ground Zero | "Weird Al" Yankovic                                         | A Christmas Gift for You from Phil Spector | 3:09  |